# Uniforme escolar hondureño

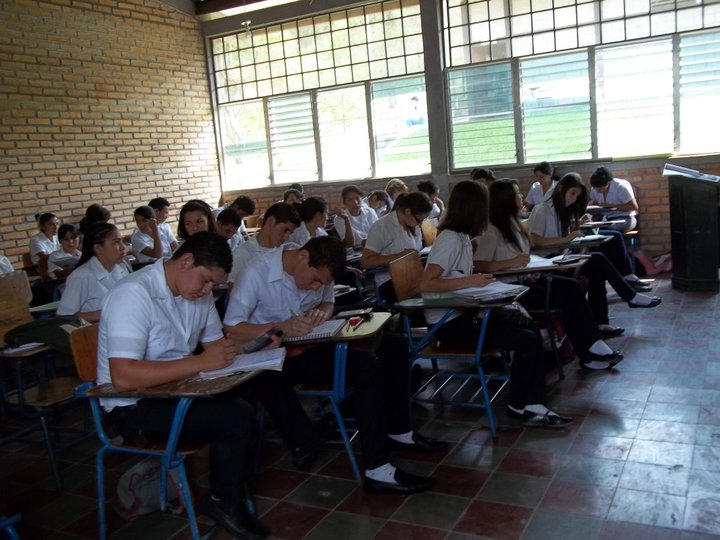
Alumnos de secundaria del Instituto San Marcos (Ocotepeque) con el tradicional uniforme escolar hondureño.

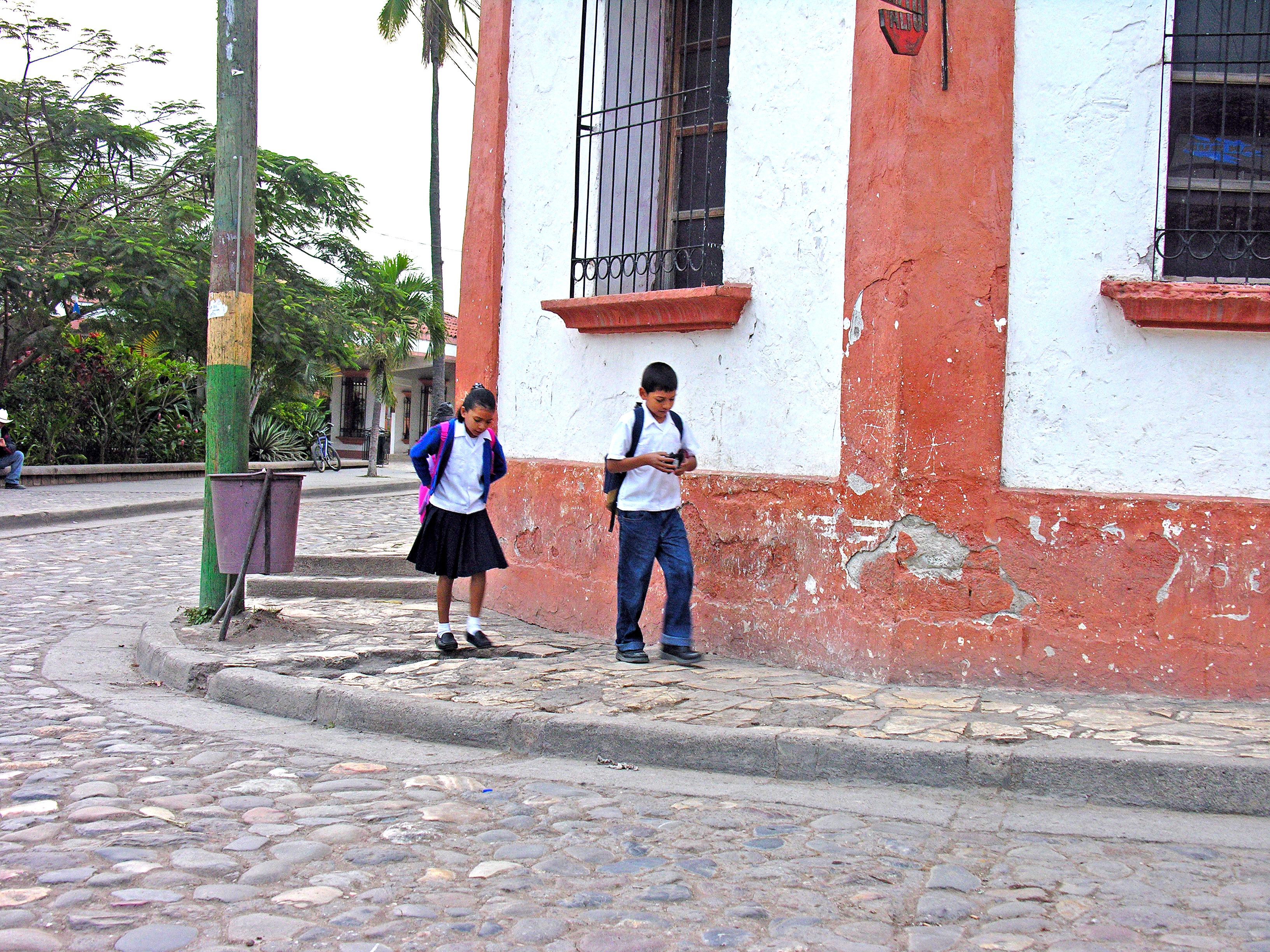
Alumnos de primaria en el uniforme escolar hondureño. El varón lleva pantalón vaquero en vez de los pantalones de color azul marino tradicionales del uniforme.

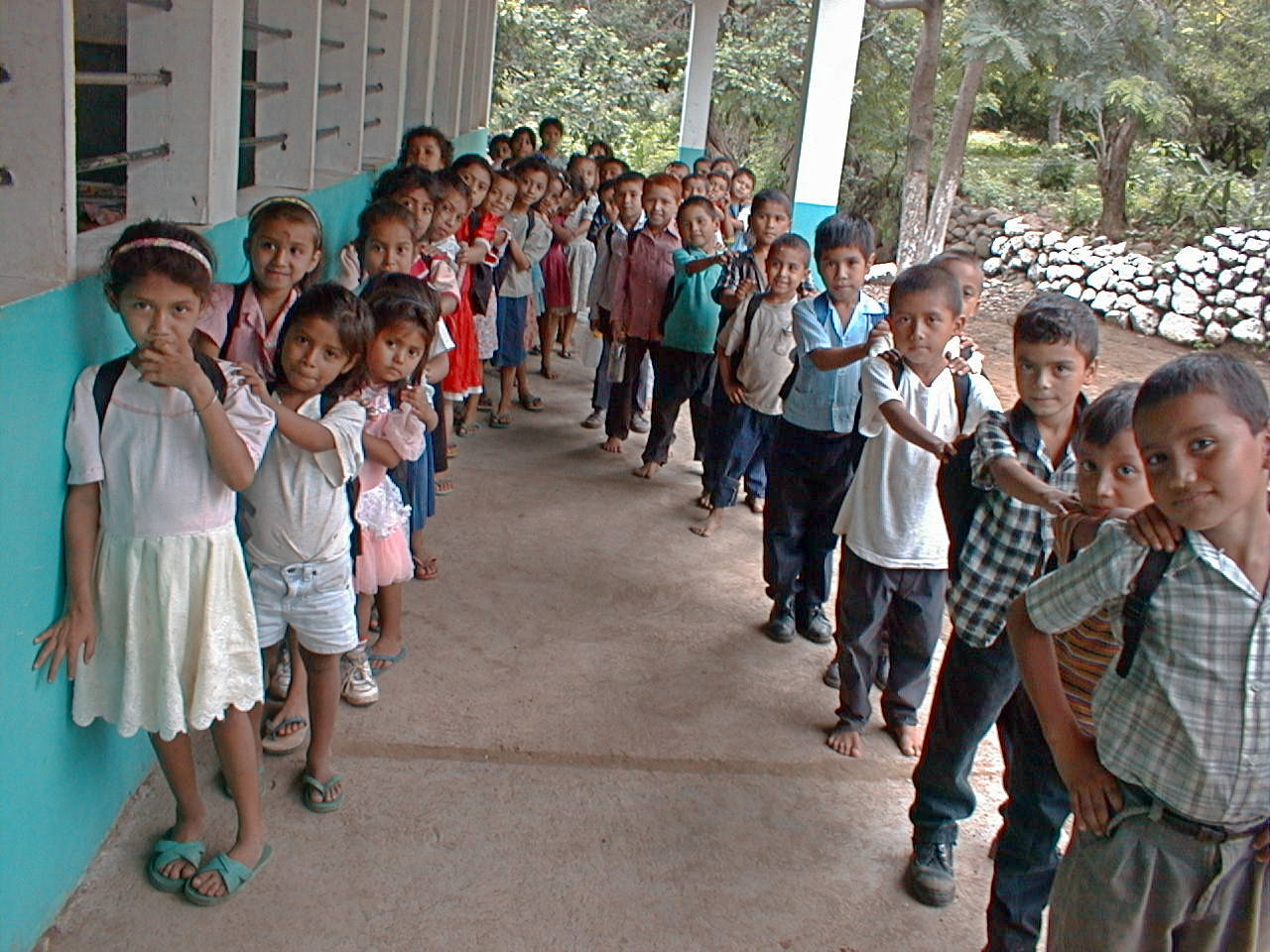
En zonas más rurales del país, no todos los alumnos llevan el uniforme escolar.

El uniforme escolar hondureño es el uniforme escolar utilizado en Honduras por la gran mayoría de las instituciones educativas de educación primaria y educación secundaria tanto públicas como privadas. El uniforme tradicional hondureño es inspirado en los colores de la bandera de Honduras (blanco y azul marino), y en general su uso es obligatorio en todas las escuelas del país. Con un diseño que ha variado poco desde su implementación, el uniforme es algo característico de la vida escolar hondureña.
En algunas escuelas rurales con recursos limitados, el uso del uniforme no siempre es obligatorio ya que para algunas familias el coste del uniforme podría ser una barrera de entrada a la educación básica. En estas escuelas, el gobierno suele distribuir uniformes y zapatos a las familias de manera gratuita. En 2015, el gobierno regaló uniformes escolares gratis a 500.000 estudiantes.

## Historia
Durante la pandemia de COVID-19 las escuelas y gobierno debatieron el uso del uniforme escolar para asistir a clases virtuales desde casa. En agosto de 2020, la Secretaría de Educación dijo que el uso del uniforme para clases en línea no debía ser obligatorio, tanto para escuelas públicas como privadas. Sin embargo, en febrero de 2021 el debate se volvió a abrir cuando la Secretaría de Educación anunció que estaba considerando su uso obligatorio en la educación en línea.

## Escuelas públicas
El uniforme tradicional hondureño es inspirado en los colores de la bandera de Honduras con una guayabera blanca y una falda de color azul marino para las niñas y un pantalón largo de color azul marino para los varones. La escuela o instituto del alumno se identifica por el parche escolar con el escudo de la escuela, que en general, las niñas llevan sobre el bolsillo izquierdo de la guayabera y los varones sobre la manga del brazo izquierdo. Los zapatos son de cuero negro y los calcetines blancos.

## Escuelas privadas
Los uniformes escolares en las escuelas privadas varían según la institución. Algunas usan el mismo uniforme escolar tradicional de las escuelas públicas y otras utilizan un leve variante con la misma guayabera blanca con el parche escolar, pero con una falda y pantalón, que en vez del color tradicional de azul marino, es del color de la institución o de rayas. En otras escuelas la guayabera tradicional es reemplazada con una camisa polo con los colores y logo de la escuela.